# Chongqing

Lokalizacja Chongqing na mapie Chin.

Chongqing (chiń. upr. 重庆; chiń. trad. 重慶; pinyin Chóngqìng; [ʈʂʰǔŋ tɕʰîŋ]ⓘ) – miasto w środkowych Chinach, jedno z czterech miast wydzielonych Chińskiej Republiki Ludowej. Powstało po wydzieleniu z terytorium prowincji Syczuan w 1997 roku. Cała jednostka administracyjna liczyła w 2010 roku 28 846 170 mieszkańców, z czego samo miasto Chongqing zamieszkiwało 6 263 790 osób.
Ośrodek gospodarczy, handlowy i kulturalno-naukowy; rozwinięte hutnictwo żelaza, stali, aluminium, przemysł elektromaszynowy, chemiczny, materiałów budowlanych, włókienniczy, obuwniczy i spożywczy. Chongqing to także ważny port rzeczny nad Jangcy. Niedaleko od jego wschodnich krańców kończy się zbiornik zalewowy Zapory Trzech Przełomów.

## Historia
W epoce Qin, w III wieku p.n.e. miasto było stolicą królestwa Ba. W epoce Tang miasto nosiło nazwę Yuzhou (渝州), w skrócie Yu. Cesarz z dynastii Song, Zhao Dun, przemianował je na Chongqing (Bliźniacze Szczęście).
W latach 1938-1949 tymczasowa siedziba kuomintangowskiego rządu Chin. Jako taka w latach wojny chińsko - japońskiej miasto stało się celem licznych ataków lotniczych.
W latach od 1941 do 1948 roku znajdował się tam Tymczasowy Rząd Korei na uchodźstwie, która była okupowana przez Japonię od 1910 roku. Wcześniej rząd znajdował się w Szanghaju, lecz po zajęciu tego miasta przez wojska japońskie został przeniesiony do Chongqingu.
Miasto należało do prowincji Syczuan do 1997 roku, kiedy wyodrębniono je wraz z szeroko pojętymi przedmieściami.

## Geografia
Położone na wzniesieniu przy ujściu Jialing Jiang. Zaczynają się tutaj Trzy Przełomy Jangcy.

## Transport
W miejscowości znajduje się stacja kolejowa Chongqing oraz międzynarodowy port lotniczy Chongqing-Jiangbei.

## Podział administracyjny
Miasto wydzielone Chongqing podzielone jest na:
- 26 dzielnic: Yuzhong, Dadukou, Jiangbei, Shapingba, Jiulongpo, Nan’an, Beibei, Yubei, Banan, Fuling, Wanzhou, Qianjiang, Changshou, Hechuan, Jiangjin, Nanchuan, Yongchuan, Dazu, Qijiang, Bishan, Kai, Liangping, Rongchang, Tongliang, Tongnan, Wulong,
- 8 powiatów: Chengkou, Dianjiang, Fengdu, Fengjie, Wushan, Wuxi, Yunyang, Zhong,
- 4 powiaty autonomiczne: Pengshui, Shizhu, Xiushan, Youyang.

## Kultura
- Duży diabelski młyn
- Stolica katolickiej archidiecezji

## Najwyższe budynki
Obecnie w Chongqing odnotowuje się 339 tego rodzaju obiektów.
- Centrum Światowego Handlu, rok oddania do użytku 2005, 60 kondygnacji, 262 m wysokości
- Grand Hotel Hyatt Lanko, 2006, 56, 226,2 m
- New York, 2004, 46, 213 m
- Paradise on the River, 2006, 54, 195,1 m
- Times Sq D, 2004, 41, 195 m
- National Plaza Tower B, 1998, 43, 176 m
- Empire Capital Sq Tower B, 2004, 42, 174,2 m
- Heyday Plaza, 2005, 39, 170,4 m
- Times Sq C, 2003, 39, 168 m
- Hongta International Garden Metro Tower 1, 2005, 48, 165 m
- na rok 2019 planowane jest ukończenie Corporate Avenue 1, 99, 468[4]

## Atrakcje turystyczne
- Brama do Nieba (Chaotianmen)
- Hala Ludowa
- Muzeum w Chongqing
- Rzeźby skalne w Dazu, zabytek kultury Chin, wpisany na listę światowego dziedzictwa UNESCO
- Szczyt Skarbów (Baodingshan)
- Więzienie Zhazidong (Sala Wystawowa Przestępstw Amerykanów, Czang Kaj-szeka)
- Więzienie Baigongguan

## Szkolnictwo wyższe
- Uniwersytet Czungciński (重庆大学) (zał. w 1929 roku)
- Czungciński Uniwersytet Pedagogiczny (重庆师范大学)
- Czungciński Uniwersytet Technologii i Biznesu (重庆工商大学)
- Czungciński Uniwersytet Komunikacji (重庆交通大学)
- Czungciński Instytut Poczty i Telekomunikacji (重庆邮电学院)
- Czungciński Instytut Technologiczny (重庆理工大学)
- Czungciński Instytut Trzech Przełomów (重庆三峡学院)
- Syczuański Instytut Języków Obcych (四川外语学院)
- Syczuański Instytut Sztuk Pięknych (四川美术学院)
- Południowo-Zachodni Uniwersytet Nauk Politycznych i Prawa (西南政法大学)
- Południowo-Zachodni Uniwersytet Pedagogiczny (西南师范大学) (zał. w 1906 roku)
- Południowo-Zachodni Uniwersytet Rolnictwa (西南农业大学)
- III Wojskowy Uniwersytet Medyczny (第三军医大学)
- Akademia Zachodniego Chongqingu (渝西学院)
- Szkoła Pedagogiczna Fuling (涪陵师范学院)

## Miasta partnerskie
- Ćennaj, Indie
- Bahia, Brazylia
- Pusan, Korea Południowa
- Antwerpia, Belgia
- Córdoba, Argentyna
- Düsseldorf, Niemcy
- Seattle, Stany Zjednoczone
- Hiroszima, Japonia
- Toronto, Kanada
- Brisbane, Australia
- Tuluza, Francja
- Leicester, Wielka Brytania
- Debreczyn, Węgry
- Zaporoże, Ukraina